# كلوستريديوم آكل الميثوكسيبنزويك
كلوستريديوم ميثوكسيبنزوفورانس أو كلوستريديوم آكل الميثوكسيبنزويك (نسبة إلى قدرة هذه البكتيريا على استخدام حمض الميثوكسيبنزويك (حمض الأنيسيك أو الحمض الأنيسوني) كمصدر للطاقة) هو نوع من البكتيريا من فصيلة كلوستريدياسيا.